# Arnaldo Roche Rabell
Arnaldo Roche Rabell (Santurce, diciembre de 1955-Puerto Rico, 17 de noviembre de 2018) fue un pintor puertorriqueño. Su trabajo se considera neoexpresionista (neoexpresionismo). Su primer trabajo maduro data de la década de 1980 y durante su carrera ha destacado por hacer cuadros de gran formato utilizando una técnica de frotado en la cual se ponen los objetos o personas debajo del lienzo y se le frota con pintura para obtener su imagen impregnada a la tela. Después de este proceso el artista continúa trabajando el cuadro capa sobre capa de pintura de manera rítmica y lúcida obteniendo así una complejidad en la imagen que le caracteriza.

## Educación
Estudió en la Escuela Superior en la Lucchetti, conocida hoy en día como La Escuela Central de Artes Plásticas en Santurce (Puerto Rico). Cursó bachillerato en arquitectura en la Universidad de Puerto Rico (1974-1978)UPR. A principios de la década de 1980 se trasladó a Chicago y completó un bachillerato (1982) y maestría (1984) en arte de “The School of the Art Institute of Chicago”. Gregory G. Knight, comentó sobre Roche durante su tiempo en la universidad:

Conocí a Roche cuando era tan solo un estudiante pero en aquel momento  debo de decir enfáticamente que nada más se le podía describir como un talento emergente.

## Pinturas
El trabajo de Roche en esencia trata con el trauma "exposición personal directa a un suceso que envuelve amenaza real o potencial de muerte o grave daño u otras amenazas a la integridad física personal, o ser testigo de un suceso que envuelve muerte, daño o amenaza a la integridad física de otra persona, o, enterarse de la muerte no esperada o violenta, daño serio o amenaza de muerte o daño experimentado por un miembro de la familia u otra relación cercana (criterio A 1)". Las pinturas de Roche son el elemento reconciliador necesario para la superación del trauma, y es la manera de resolver el trauma psicológico. Sus pinturas se encuentran en múltiples colecciones privadas y públicas y también ha exhibido alrededor del mundo.

## Colecciones públicas
| - The Metropolitan Museum of Art, New York, New York. - Hirshhorn Museum and Sculpture Garden, Washington, D.C. - The Art Institute of Chicago, Chicago, Illinois. - Archer Huntington Art Gallery, Austin, Texas. - RISD Museum, Providence, Rhode Island. - De la Cruz Collection , Miami FL. - Bronx Museum, New York. - Miami Art Museum, Miami ,FLorida. - Museum of Fine Art , Caracas, Venezuela. - Nassau County Museum of Art, Long Island City, New York. - Harold Washington Library Center, Chicago, Illinois. - Bass Museum of Art, Miami, FL. - Indianapolis Museum of Art, Indianapolis, Indiana. - Espacio 1414 Berezdivin Collection, San Juan, Puerto Rico. - Carson, Pirie, Scott & Company Collection, Chicago, Illinois. - SADA Collection, Monterrey, México. - Leipziger Volkszeitung Collection, Leipzig, Germany. - Continental Illinois National Bank & Trust Co., Chicago, Illinois. - Mexico Cultural Foundation, Mexico City, Mexico. - Museum of Contemporary Art , San Juan , Puerto Rico. - Halle Collection , Tucson Arizona. - Bacardi Art Foundation, Miami , Florida. - Arkansas Arts Center, Little Rock, Arkansas. - Museum of Contemporary Art Sofía Imber, Caracas, Venezuela. - Museum of Modern Art , Cuenca, Ecuador. - Museo del Barrio, New York, New York. - Museo de Arte de Ponce, Ponce, Puerto Rico. - Museum of Fine Arts, Houston, Texas. - Cisneros Capital Group Collection, Miami, FL. - Museum of Fine Arts, Springfield, Massachusetts. - The Rubell Family Collection , Miami, FL. - Maison del Amerique , Paris, France. - Tucson Museum of Art, Tucson, Arizona. - University of Texas, Austin, Texas. - Reynolda House Museum of American Art, Winston Salem, NC. - Lowe Art Museum, Miami University, Miami, Florida. |